# Иисус (имя)

Против часовой стрелки: имя «Иисус» на еврейском, арамейском, греческом, латинском и английском языках

Иису́с — имя нескольких библейско-исторических личностей.
Иисус (греч. Ἰησοῦς) — греческая транслитерация еврейского имени Йешу(а), Jesu(a), יֵשׁוּ, исходная форма — Йегошуа, Jehosua (יהושוע), «бог помощь, спасение», ср. Иисус Навин. Имя состоит из корней слов Яхве (имя Бога в Ветхом Завете) и шуа («спасение»), краткая форма — (иврит) Йешу́а.
Из них в Библии наиболее известны:
- Иисус Навин, преемник пророка Моисея в деле управления еврейским народом. Он происходил из колена Ефремова и носил первоначально имя הוֹשֵׁעַ (Осия), однокоренное со второй частью имени Йехошуа, и также означающее «спасение», но не упоминающее имя Бога в явном виде. Был переименован Моисеем в Иисуса в знак того, что через него Бог спасёт народ Израиля от бедствий странствования в пустыне и введёт в Землю обетованную
- Иисус, первосвященник иудейский. Родившись в вавилонском плену, он вырос в надежде на возвращение еврейского народа в Землю Израиля, и когда действительно был издан освободительный указ Кира (1 Ездр., I и II гл.), Иисус, подобно своему древнему соименнику Иисусу Навину, стал во главе народа и был первым его первосвященником по возвращении из плена. Он посвятил жизнь на благоустроение религиозной и гражданской жизни иудеев и особенно на восстановление иерусалимского Храма
- Иисус, сын Сирахов. О нём известно только то, что он жил в Иерусалиме и оставил, на еврейском языке, собрание мудрых житейских изречений, называемое «Книга Премудрости Иисуса, сына Сирахова». Книга эта в подлиннике не сохранилась, но имеется в греческом переводе, сделанном внуком автора, который переселился в Египет в царствование Птолемея Эвергета (около 235 до н. э.). С греческого она переведена и в русской Библии. Хотя эта книга носит несомненные следы греческого влияния, но она обнаруживает, вместе с тем, близкое знакомство с законами Моисеевыми и с пророками, проникнута их духом и старается внести этот дух во все отношения семейной и общественной жизни народа. В русской Библии она помещается вслед за книгами Соломоновыми, с которыми она стоит в ближайшем родстве
- Иисус Христос (ישוע‎, Ἰησοῦς Χριστός; Иису́с из Назаре́та, Иисус Спаситель) — центральная фигура христианства, которое рассматривает его как Мессию, Сына Бога, Богочеловека. Предполагается, что современникам был известен как Иисус, сын Иосифа (Ин. 1:45) или Иисус из Назарета (Деян. 10:38)[1] — Иешу ха-Ноцри, יֵשוּ הַנָּצְרִי[2].